# Leonor da Provença
Leonor da Provença (Aix-en-Provence, c. 1223 – Amesbury, 24 de junho de 1291) foi a esposa do rei Henrique III e rainha consorte do Reino da Inglaterra de 1236 até 1272.

## Família
Leonor foi a segunda filha de Raimundo Berengário IV da Provença, conde de Provença e de Forcalquier, neto do rei Afonso II de Aragão e bisneto do rei Afonso VII de Castela, e de Beatriz de Saboia, irmã de Margarida da Provença e cunhada do santo e rei Luís IX.

## Biografia

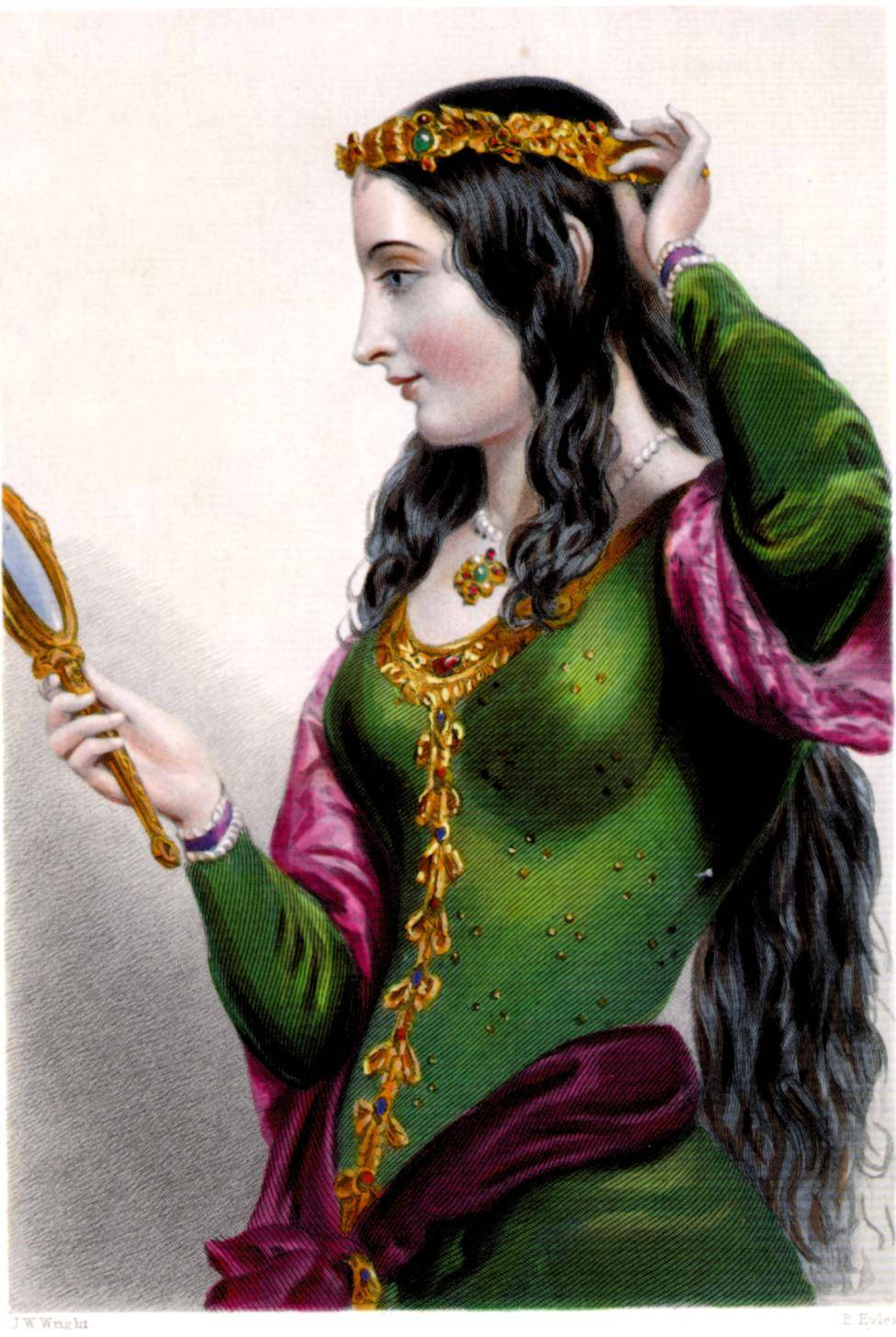
Leonor por Mary Howitt, no seu livro Biographical Sketches of the Queens of England, From the Norman Conquest to the Reign of Victoria; or The Royal Book of Beauty.

Casou-se na Catedral de Cantuária, no dia 14 de janeiro de 1236, com o rei Henrique III de Inglaterra.
Leonor exerceu forte influência sobre o marido levando à rebelião dos barões que foram conduzidos por Simão V de Montfort, VI conde de Leicester, durante a Segunda Guerra dos Barões que foi travada entre 1264 e 1267.
O seu marido foi capturado na Batalha de Lewes, em 1264 e Leonor de Provença viu-se forçada a refugiar-se na corte de França junto de sua irmã a rainha Margarida de Provença, que devido às influências de Leonor acaba por convencer o seu marido, o rei Luís IX de França, a apoiar o príncipe Eduardo com um exército para invadir a Inglaterra.
Depois de liberto Henrique III de Inglaterra é reposto no trono em 1265 e Leonor volta a Inglaterra, sendo no entanto mantida à margem da política.
Quando o seu marido morreu em 15 de novembro de 1272, tentou, sem êxito recuperar o poder movendo a sua influência na corte. Não teve no entanto sucesso. O seu filho Eduardo I assume o poder e encarrega-a de educar vários dos seus netos enquanto ele e sua esposa, Leonor de Castela partem para as Cruzadas.
Alguns anos depois retira-se para a Abadia de Amesbury, em Wiltshire, onde acabou por morrer em 24 de junho de 1291 aos 68 anos de idade. Encontra-se sepultada nesta abadia.

## Filhos
1. Eduardo (17/18 de junho de 1239 – 7 de julho de 1307), casou-se com Leonor de Castela e Margarida de França, com descendência.
2. Margarida (29 de setembro de 1240 – 26 de fevereiro de 1275), casou-se com Alexandre III da Escócia, com descendência.
3. Beatriz (25 de junho de 1242 – 24 de março de 1275), casou-se com João II, Duque da Bretanha, com descendência.
4. Edmundo (16 de janeiro de 1245 – 5 de junho de 1296), casou-se com Avelina de Forz e Branca de Artois, com descendência.
5. Catarina (25 de novembro de 1253 – 3 de maio de 1257), morreu jovem.